# Wereldkampioenschappen schoonspringen 2011 – tienmetertoren synchroon mannen
Het Wereldkampioenschap synchroonspringen op de tienmetertoren synchroon voor mannen werd gehouden op 17 juli 2011 (voorronde en finale) in de Chinese stad Shanghai. De eerste 12 koppels uit de voorronde kwalificeerden zich voor de finale. De eerste drie koppels uit de finale kwalificeerden zich voor de Olympische Zomerspelen van 2012 in Londen. Regerend wereldkampioenen waren de Chinese mannen Huo Liang en Lin Yue.

## Uitslagen

### Voorronde
| Rang | Namen                                   | Land                | Score  | Bijz. |
| ---- | --------------------------------------- | ------------------- | ------ | ----- |
| 1    | Qiu Bo Huo Liang                        | China               | 477,96 | Q     |
| 2    | David Boudia Nick McCrory               | Verenigde Staten    | 447,21 | Q     |
| 3    | Patrick Hausding Sascha Klein           | Duitsland           | 441,12 | Q     |
| 4    | Ilja Zacharov Victor Minibajev          | Rusland             | 429,84 | Q     |
| 5    | Peter Waterfield Tom Daley              | Verenigd Koninkrijk | 424,47 | Q     |
| 6    | Oleksandr Gorshkovozov Oleksandr Bondar | Oekraïne            | 423,99 | Q     |
| 7    | Germán Sánchez Iván García              | Mexico              | 419,58 | Q     |
| 8    | Kazuki Murakami Yu Okamoto              | Japan               | 396,12 | Q     |
| 9    | Eric Sehn Kevin Geyson                  | Canada              | 386,22 | Q     |
| 10   | Juan Ríos Víctor Ortega                 | Colombia            | 372,96 | Q     |
| 11   | Timofei Hordeitsjik Vadim Kaptoer       | Wit-Rusland         | 372,57 | Q     |
| 12   | Jeinkler Aguirre José Guerra            | Cuba                | 368,01 | Q     |
| 13   | Francesco Dell'Uomo Maicol Verzotto     | Italië              | 361,86 |       |
| 14   | Hugo Parisi Rui Marinho                 | Brazilië            | 347,01 |       |
| 15   | Edickson Contreras Enrique Rojas        | Venezuela           | 333,00 |       |
| 16   | Ri Hyon-Ju Hyon Il-Myong                | Griekenland         | 316,77 |       |
| 17   | Noor Husaini Muhammad Nasrullah         | Indonesië           | 304,80 |       |

### Finale
| Rang   | Namen                                   | Nationaliteit       | Score  |
| ------ | --------------------------------------- | ------------------- | ------ |
| Goud   | Qiu Bo Huo Liang                        | China               | 480,03 |
| Zilver | Patrick Hausding Sascha Klein           | Duitsland           | 443,01 |
| Brons  | Oleksandr Gorsjkovozov Oleksandr Bondar | Oekraïne            | 435,36 |
| 4      | Ilja Zacharov Victor Minibajev          | Rusland             | 427,98 |
| 5      | David Boudia Nick McCrory               | Verenigde Staten    | 420,59 |
| 6      | Peter Waterfield Tom Daley              | Verenigd Koninkrijk | 407,46 |
| 7      | Germán Sánchez Iván García              | Mexico              | 393,09 |
| 8      | Eric Sehn Kevin Geyson                  | Canada              | 386,70 |
| 9      | Kazuki Murakami Yu Okamoto              | Japan               | 380,52 |
| 10     | Timofei Hordeitsjik Vadim Kaptoer       | Wit-Rusland         | 378,78 |
| 11     | Juan Ríos Víctor Ortega                 | Colombia            | 374,43 |
| 12     | Jeinkler Aguirre José Guerra            | Cuba                | 371,82 |